# Сахарная (гора)
Сахарная — гора высотой 875 м в горном хребте Сихотэ-Алинь в Приморском крае, в Дальнегорском городском округе. Находится почти в черте города Дальнегорска и хорошо видна из двух его микрорайонов. Возвышается на 640 м над уровнем Нежданкинского водохранилища, имеет крутые скалистые склоны.

## Туризм
Массив горы Сахарная сложен известняками. Это крупный карстовый район, с несколькими пещерами. Самая известная — пещера «Холодильник» с реликтовым ледником. Пещеры Осиное Гнездо, Мишкино Гнездо и Зимняя — небольшие по размерам. Вход в последнюю расположен на скальной стене. Кроме того, здесь встречаются такие карстовые образования, как жандармы — скалы на гребне горы, преграждающие свободный проход по нему, сквозные арки. Предвершинная часть южного склона наиболее трудна для восхождения. Она представляет собой почти отвесный уступ около полусотни метров высотой. Дальнегорскими туристами он называется скалодром «Южный» и используется для тренировки. Классическая трасса восхождений пролегает от Нежданкинского водохранилища на северную вершину и далее траверсом на главную вершину.

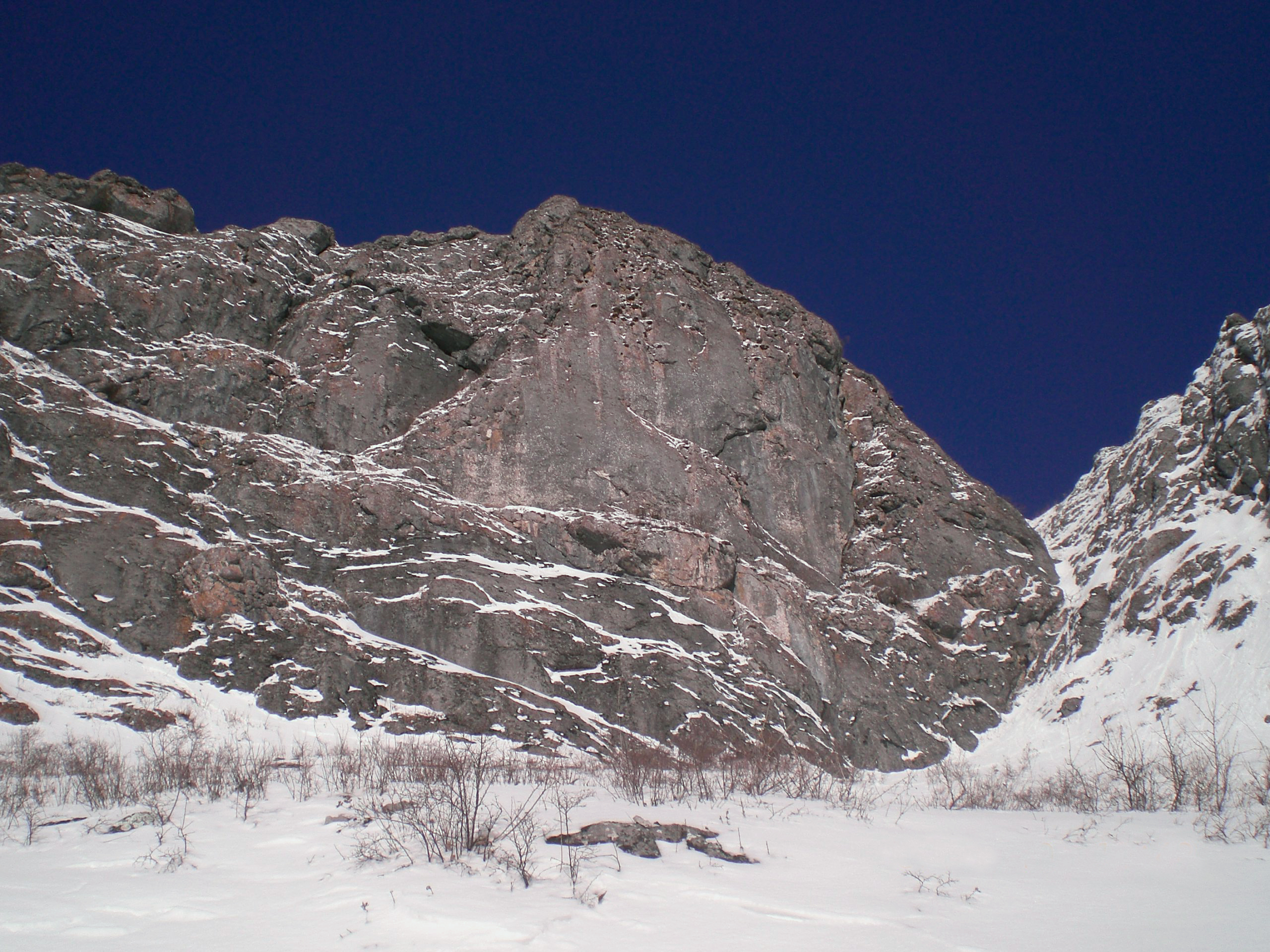
Скалодром «Южный» на южном склоне г. Сахарная
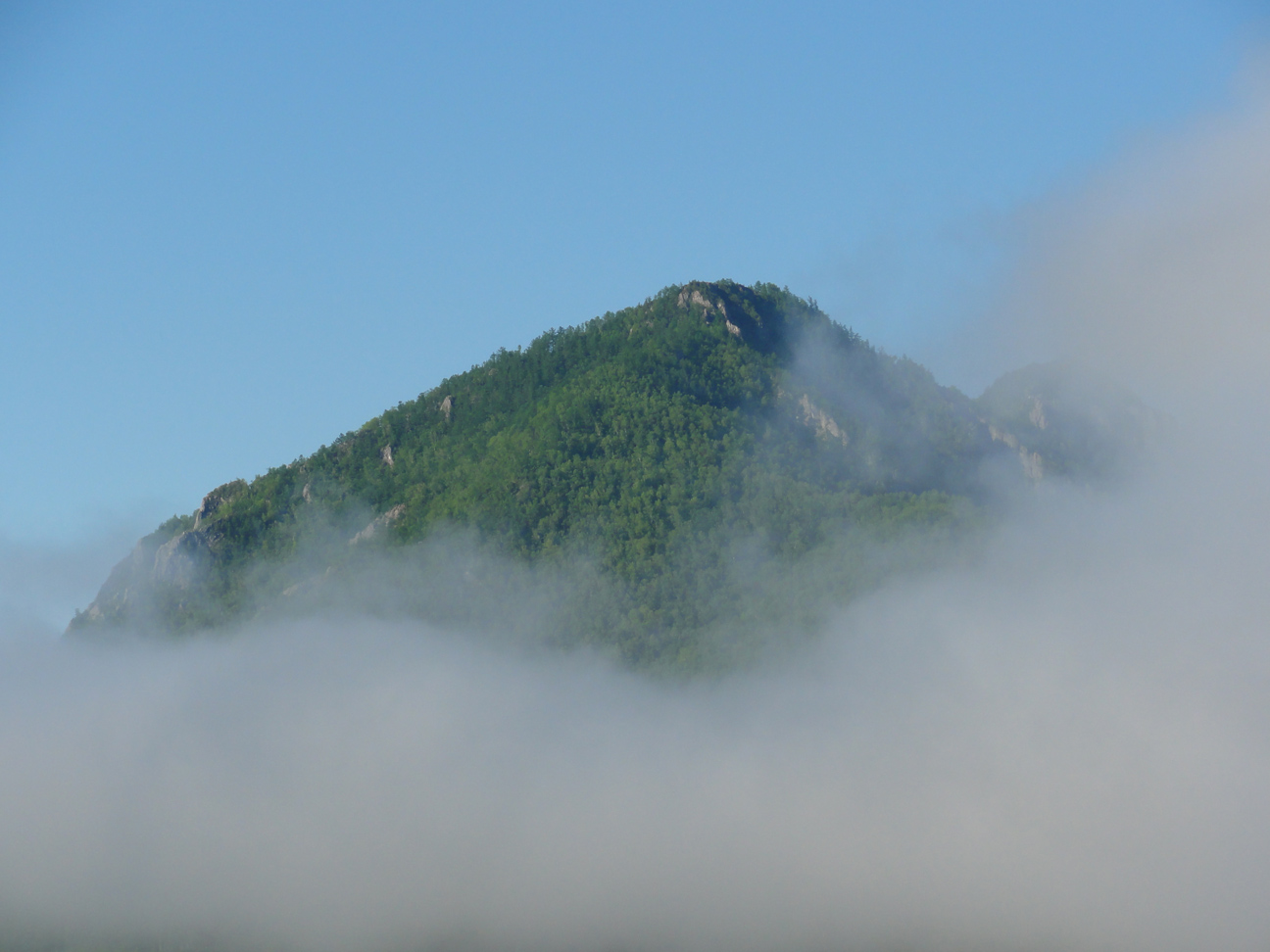
Северо-восточный отрог Сахарной (высота 770), вид из микрорайона Горелое